# Iveco LMV
Iveco Light Multirole Vehicle (LMV) (italienisch Veicolo Tattico Leggero Multiruolo (VTLM); deutsch Leichtes taktisches Mehrzweckfahrzeug) ist ein seit 2004 vom italienischen Hersteller Iveco angebotenes und im Werk in Bozen hergestelltes gepanzertes Militärfahrzeug. Es wurde hauptsächlich für militärische Zwecke konzipiert und ist bei etlichen Streitkräften im Einsatz, wird aber auch für zivile Zwecke angeboten.
Ein verbessertes Nachfolgemodell namens LMV 2 ist bereits beim italienischen Heer in Erprobung.

## Technische Beschreibung

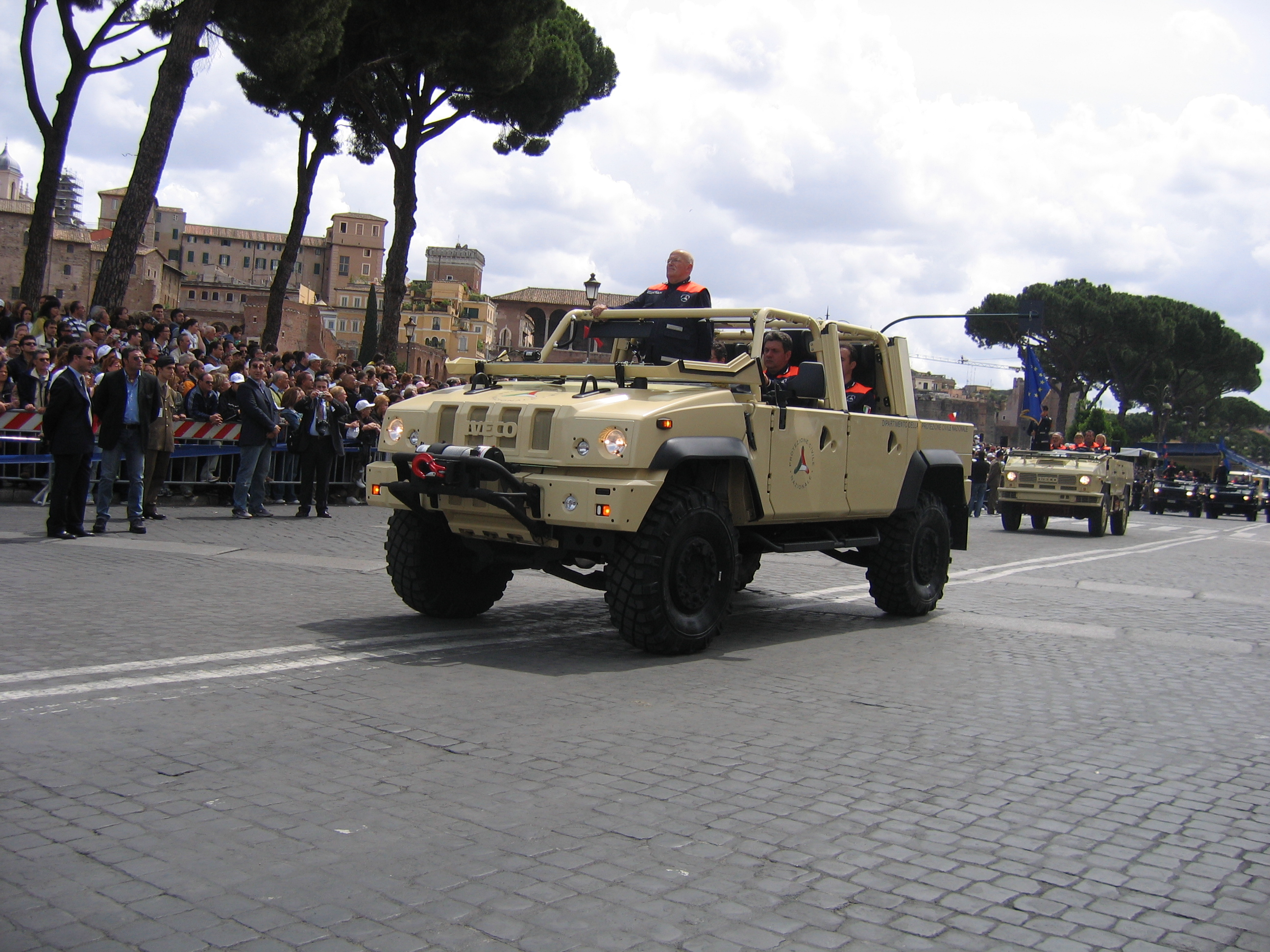
Iveco LMV in offener Version des italienischen Zivilschutzes

Iveco bietet das LMV in zwei Versionen an: eine 4,97 m langen Transportausführung (Radstand 3,5 m) und eine 4,67 m langen Aufklärungsversion (3,2 m). Die Spurweite beträgt in beiden Fällen 1,72 m (Breite 2 m), die Bodenfreiheit 0,493 m, die Höhe 1,95 m. Diese Abmessungen und ein Leergewicht von etwa 6,5 Tonnen erlauben den Lufttransport in einer CH-47 Chinook, im neuen AgustaWestland AW101 oder auch in einer Alenia C-27J. Dank eines speziellen Verfahrens kann das LMV auch per Fallschirm abgesetzt werden.
Das Fahrzeug ist in besonderer Weise gegen Landminen geschützt: die in diesem Zusammenhang gefährdetsten Fahrzeugteile wurden so konzipiert und eingebaut, dass sie bei einem entsprechenden Treffer abgesprengt werden, ohne die in der Regel fünfköpfige Besatzung in größere Gefahr zu bringen. Neben diesem Basisschutz gibt es einen leichten Rüstsatz gegen Beschuss aus Infanteriewaffen bis zum Kaliber 7,62 mm und schwere Rüstsätze für den Schutz gegen Panzerminen mit bis zu 6 kg Sprengstoff und Beschuss aus Waffen bis zum Kaliber 12,7 mm. Die speziellen Fahrzeugsitze kommen aus dem Luftfahrtbereich und geben einen zusätzlichen Schutz vor Explosionen. Die Reifen haben Notlaufeigenschaften.
Aus dem Bereich des Panzerbaus wurden verschiedene Lösungen übernommen, um die thermische Sichtbarkeit und die Reflexion von Sendeimpulsen von Radargeräten zu verringern. Der Fahrzeuglack hat strahlungsabsorbierende Eigenschaften.
Das LMV wird angetrieben von einem schallgedämpften IVECO F1D-Turbodieselmotor mit 136 kW (185 PS) und erreicht eine Höchstgeschwindigkeit von über 130 km/h. Die erreichbare Wattiefe liegt ohne Vorbereitung bei 0,7 m, mit Modifikationen bei 1,20 m.
Die längere Transportversion kann als Sanitätsfahrzeug, Kommando- und Funkfahrzeug, ABC-Spürfahrzeug, Zugfahrzeug für eine leichte Feldhaubitzen
und auch als Waffenträger verwendet werden, insbesondere von Panzer- und leichten Flugabwehrraketen MANPADS.

## Kampfeinsätze
Der Iveco LMV wird im Russisch-Ukrainischen Krieg von beiden Seiten eingesetzt. Laut dem Oryx-Blog gingen mit Stand Mai 2025 mindestens 26 Fahrzeuge der Ukraine und mindestens 34 Fahrzeuge Russlands verloren.

## Nutzerstaaten

Nutzerländer des Iveco LMV (2015)

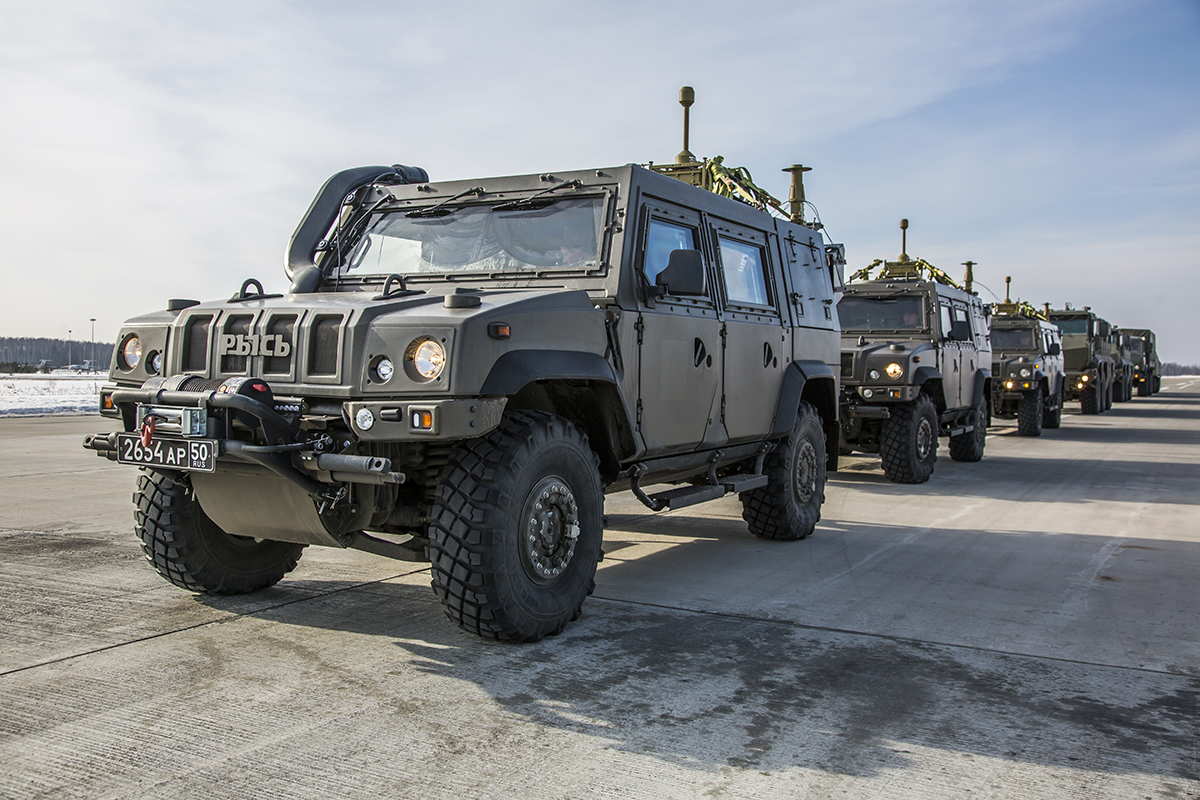
Russische LMV, verwendet unter dem Namen „Luchs“ (russ.: Рысь) im Jahr 2017.

### Aktuelle Nutzer
- Albanien – Ab dem Oktober 2017 befinden sich mindestens 2 Iveco-LMV für das Heer[5] und mindestens 4 Ivevo-LMV für die Militärpolizei.[6]
- Belgien – Ab dem Januar 2018 befinden sich 436 Iveco-LMV im Dienst.[7]:85
- Vereinigtes Königreich – Ab dem Januar 2018 befinden sich 396 Iveco-LMV, gefertigt in Lizenz und Command and Liaison Vehicle (CLV) „Panther“ genannt, im Dienst.[7]:162
- Italien – Ab dem März 2013 befinden sich mindestens 2000 Iveco-VTLM im Dienst.[8]
- Kroatien – Ab dem Januar 2018 befindet sich eine unbekannte Anzahl an Iveco-LMV im Dienst.[7]:91
- Norwegen – Ab dem Februar 2018 befinden sich mindestens 62 Iveco-LMV im Dienst.[9][10]
- Österreich – Ab dem Januar 2018 befinden sich 128 Iveco-LMV im Dienst.[7]:83 Insgesamt wurde im Jahr 2008 eine Bestellung von 150 Iveco-LMV vereinbart.[11] Im Jahr 2013 wurde ein Vertrag über die Beschaffung von 22 weiteren Iveco-LMV in der BAA Version vereinbart.[12]
- Russland – Ab dem Mai 2017 befinden sich mindestens 240 Iveco-LMV im Dienst.[13][14]
- Slowakei – Ab dem Januar 2018 befindet sich eine unbekannte Anzahl Iveco-LMV im Dienst.[7]:146
- Spanien – Ab dem Januar 2018 befindet sich eine unbekannte Anzahl an Iveco-LMV im Dienst.[7]:149
- Syrien – Ab dem Januar 2018 befindet sich eine unbekannte Anzahl Iveco-LMV im Dienst.[7]:362
- Tschechien – Ab dem Januar 2018 befindet sich eine unbekannte Anzahl Iveco-LMV im Dienst.[7]:94
- Ukraine – Die Ukraine erhielt 380 Iveco LMV (2022: 80; 2024: 300) von Belgien, sowie 14 LMV von Norwegen.[15][16][17]

### Zukünftige Nutzer
- Libanon – Es wurde eine Bestellung von 25 Iveco-LMV im Jahr 2014 getätigt,[18][9] die allerdings bis zum Januar 2018 noch nicht ausgeliefert wurden.[7]:347
- Brasilien – 32 LMV wurden gekauft. Sie sollen 2020–2022 geliefert werden.[19] Im Jahr 2024 wurde ein Vertrag unterzeichnet um 420 LMV-BR2 in Brasilien zu produzieren und an das Militär zu liefern. Die ersten Einheiten sollen 2026 geliefert werden. Insgesamt soll die Auslieferung aller Fahrzeuge zehn Jahre dauern.[20]

## Name
Das italienische VTLM erhielt kurze Zeit nach seiner Einführung den Namen Lince (Luchs). Dieser war bereits für einen von 1943 bis 1945 gebauten Panzerspähwagen verwendet worden, welcher dem britischen Daimler Dingo entsprach (erbeutete Fahrzeuge dienten als Vorlage). Die Firma Lancia baute 263 Fahrzeuge, Ansaldo 129. In der letzten Phase des Krieges nutzten vor allem die deutsche Wehrmacht und faschistische italienische Truppen diese Panzerspähwagen. Nach dem Krieg wurden sie vom Reggimento “Lancieri di Aosta” (6º) und von den Carabinieri übernommen.